# Mike Benton
Michael Malik „Mike“ Benton (* 8. April 1980 in Covington, Georgia) ist ein ehemaliger US-amerikanischer Basketballspieler. Benton, der mit einem Gewicht von knapp 2 ½ Zentnern im Frontcourt spielte, war neben vielen kürzeren Stationen in seiner Heimat, Asien und Europa längere Zeit in der deutschen Basketball-Bundesliga und der Türkiye Basketbol Ligi aktiv. Nach einem Engagement im ersten Halbjahr 2007 bei den Skyliners aus Frankfurt war Benton in der BBL-Saison 2007/08 für den TBB aus Trier bester Shotblocker dieser Spielzeit.

## Karriere
Benton wechselte 1999 zum Studium von der Newton County High School in seiner Geburtsstadt an das College in Charleston, wo er für das Hochschulteam Cougars in der National Collegiate Athletic Association Division I spielte. Die Cougars hatten sich zuvor dreimal hintereinander für die landesweite Endrunde qualifiziert und waren ein erfolgreiches Team in der Southern Conference. Zwar blieben die Cougars auch in Bentons Zeit in allen Spielzeiten bis 2004 weiter die beste oder mit die beste Mannschaft in der South Division dieser Conference, doch eine Qualifikation für die nationale Meisterschaftsendrunde gelang nicht mehr. Nachdem Benton in seiner ersten Spielzeit für die Cougars kaum Einsatzzeit gesehen hatte, setzte er die Spielzeit 2000/01 aus. In den folgenden drei Spielzeiten bewies Benton seine Stärke beim Einsammeln von Rebounds und war zweimal jeweils der beste in dieser Kategorie innerhalb seiner Mannschaft.
Nach dem Ende seiner Collegespielzeit versuchte sich Benton als Profi in der Spielzeit 2004/05 über die damals noch National Basketball Development League genannte „D-League“ einen Vertrag in der am höchsten dotierten NBA zu erlangen. Mit den Riverdragons aus Columbus in seinem Heimatstaat Georgia verlor er das Finalspiel um die Meisterschaft gegen Asheville Altitude. In der D-League war er der beste Shotblocker und hatte statistisch das beste Defensive Rating aller Spieler. Die Auszeichnung als bester Verteidiger der Spielzeit ging jedoch an seinen Mannschaftskameraden Derrick Zimmerman. Anschließend spielte er noch in Venezuela und einige Spiele in der SEBL Summer Basketball League für die Rome Gladiators in Georgia.
Nachdem es mit dem einen Vertrag in der NBA nicht geklappt hatte, wechselte Benton für die Spielzeit 2005/06 nach Europa in die türkische Liga zu Büyük Koleji aus der Hauptstadt Ankara. Der Verein hatte als Tabellenletzter der Vorsaison nur durch eine Aufstockung der Liga den Klassenerhalt geschafft. Mit Bentons Hilfe, der mit 10,8 Rebounds pro Spiel bester Spieler in dieser Kategorie in der türkischen Liga war, gelang diesmal der direkte Klassenerhalt, aber aus finanziellen Gründen gab der Verein nach der Saison die Lizenz zurück. In der europäischen Sommerpause 2006 spielte Benton erneut in Georgia in der WBA für die Storm aus Marietta. Die folgende Spielzeit 2006/07 begann er in der Korean Basketball League bei KCC Egis aus Jeonju.
Im Januar 2007 wurde Benton dann vom deutschen Erstligisten Frankfurt Skyliners verpflichtet, die jedoch einen Platz für die Play-offs um die Meisterschaft am Saisonende nicht mehr erreichten. Zu Beginn der folgenden Spielzeit wurde er dann vom Ligakonkurrenten TBB Trier unter Vertrag genommen. Benton konnte sich erneut als bester Shotblocker einer Spielzeit auszeichnen, doch die Mannschaft erreichte am Saisonende nur den vorletzten Tabellenplatz. Der sportliche Abstieg konnte nur durch den Erwerb einer Wild Card für die folgende Spielzeit vermieden werden. Benton wechselte jedoch für die folgende Spielzeit 2008/09 zurück in die türkische Liga zu Pınar Karşıyaka aus Izmir, die am Ende der Spielzeit die Play-off-Plätze für die Finalrunde knapp verpassten.
Im Jahr 2009 war Benton unter anderem im libanesischen Beirut für Antranik aktiv und wechselte dann in die griechische A1 Ethniki zu Ilisiakos aus Athen, die am Ende der Spielzeit nur knapp den Klassenerhalt erreichten. In der Sommerpause 2010 war Benton dann erneut in der WBA für die Conyers Court Kings aus Decatur gemeldet und gewann mit Black Monopoly die Meisterschaft der SEBL Summer Basketball League. Zu Beginn der Spielzeit 2010/11 hatte Benton dann noch ein kurzes Engagement in der Basketball Superliga Ukraine bei Dnipro-Azot aus Dniprodserschynsk. Nach dem Ende dieses Engagements war Benton nicht mehr professionell aktiv.